# جيمس كرومويل
جيمس كرومويل (بالإنجليزية: James Cromwell)‏ ممثل أمريكي من مواليد 27 يناير 1940.

## مواقع خارجية
- جيمس كرومويل على موقع IMDb (الإنجليزية)
- جيمس كرومويل على موقع ميتاكريتيك (الإنجليزية)
- جيمس كرومويل على موقع روتن توميتوز (الإنجليزية)
- جيمس كرومويل على موقع قاعدة بيانات الأفلام العربية
- جيمس كرومويل على موقع ألو سيني (الفرنسية)
- جيمس كرومويل على موقع تيرنر كلاسيك موفيز (الإنجليزية)
- جيمس كرومويل على موقع أول موفي (الإنجليزية)
- جيمس كرومويل على موقع قاعدة بيانات برودواي على الإنترنت (الإنجليزية)
- جيمس كرومويل على موقع قاعدة بيانات الأفلام السويدية (السويدية)
- جيمس كرومويل على موقع إن إن دي بي (الإنجليزية)